# Джеймс Блек
Сър Джеймс Уайт Блек (на английски: James Whyte Black; 14 юни 1924 – 21 март 2010) е шотландски фармаколог.
Известен е със своя принос в разработката на два основополагащи класа лекарствени средства – бета-блокерите и блокерите на H2 рецепторите. Неговите изследвания довеждат до разработването на пропранолола и циметидина, които имат голямо значение в лечението на сърдечни заболявания и язви. През 1988 г. Блек е удостоен с Нобелова награда за медицина за „откритията му от значение за разработването на лекарства, използвани за лечение на сърдечни заболявания и язви“.

## Биография

### Ранни години
Джеймс Блек е роден на 14 юни 1924 година в Удингстон, Шотландия. Той завършва медицина в Университета на Сейнт Андрюс през 1946 година. След това започва да работи като асистент в Университета на Глазгоу.

### Научна кариера
През 50-те години на XX век Блек започва изследвания в областта на фармакологията. Той е назначен в Университета на Лондон и Университета на Дънди. През този период разработва пропранолола – първият бета-блокер, който помага при лечението на сърдечни заболявания като хипертония и ангина. След това създава циметидина, който се използва за лечение на язви и е един от първите блокери на H2 рецепторите.

### Принос и награди
Блек получава широко признание за своите иновации в медицината. През 1988 година получава Нобелова награда за медицина. Удостоен е и с редица други награди и отличия, има статут на рицар командор от Ордена на Британската империя.

## Научно наследство
Изследванията на Блек имат значително влияние върху съвременната медицина. Пропранололът и циметидинът са сред най-важните открития в областта на фармакологията и са основа за разработването на нови лекарствени средства.